# 곽용환
곽용환(郭龍煥, 1958년 12월 20일~)은 대한민국의 공무원 출신 정치인이다. 제43·44·45대 경상북도 고령군수(민선 5·6·7기)이다. 경상북도 고령군 출생이며, 군수 재직 이전에는 고령군청에서 33년간 근무하면서 다산면장 등을 지냈다.

## 학력
- 고령농업고등학교 졸업(20회)
- 대구미래대학 행정법률정보과 졸업
- 가야대학교 경영학과 졸업(경영학사)
- 영남대학교 행정대학원 자치행정과 졸업(석사)

## 경력
- 고령군청 33년간 근무
- 이진환 고령군수[39대,민선초대(1995.07~1998.06)] 비서실장 역임
- 2001.01.31~2003.04.10: 제27대 쌍림면장
- 2006.10.01~2007.12.02: 제22대 운수면장
- 2007.12.03~2009.12.31: 제24대 다산면장
- 전,한나라당 고령.성주.칠곡 당원협의회 부위원장
- 전,고령농업고등학교 총동창회 부회장
- 고령군청 문화체육과장
- 고령군청 주민자치과장
- 2010.07.01~2022.06.30: 제43·44·45대(민선 5·6·7기) 경상북도 고령군수(새누리당[1]→자유한국당)

## 역대 선거 결과
|  | 58.18% |

|  | 0% |

|  | 58.30% |